# Reigen
Keizer Reigen (霊元天皇, Reigen-tennō, 9 juli 1654 – 24 september 1732) was de 112e keizer van Japan volgens de traditionele opvolgvolgorde. Hij regeerde van 5 maart 1663 tot 2 mei 1687.

## Genealogie
Reigens persoonlijke naam was Satohito (識仁). Zijn titel voor hij keizer werd was Ate-no-miya (高貴宮).
Reigen was de 16e zoon van keizer Go-Mizunoo, en daarmee het vierde kind van deze keizer die de troon erfde. Zijn moeder was Kuniko (新広義門院国子), de dochter van de minister van het centrale Sonomotooto (内大臣園基音).
Reigen kreeg zelf ten minste 26 kinderen, waaronder de latere keizer Higashiyama.

## Leven
Reigen werd bij zijn geboorte in 1654, ten tijde van de regeerperiode van zijn oudere broer Go-Komyo, reeds tot kroonprins benoemd. Omdat Go-Komyo enkele maanden na Reigens geboorte stierf, kon Reigen de troon nog niet erven. Daarom nam zijn broer Go-Sai de titel van keizer op zich tot Reigen oud genoeg zou zijn.
In 1663 trad Go-Sai af en werd Reigen keizer. Enkele noemenswaardige gebeurtenissen van tijdens zijn regeerperiode zijn:
- 1665: in alle dorpen van Japan wordt gezocht naar de laatste aanhangers van het christendom.[3]
- 1667: een brand vernietigt de grote tempel van Nigatsu-do.
- 13 februari 1668: een grote brand treft Edo en houdt 45 dagen aan. Brandstichting lijkt de oorzaak.
- 1669: een hongersnood treft Japan. Er wordt een militaire expeditie naar het noorden van Honshu gestuurd.
- 1673: een grote brand treft Kioto
- 21 mei 1673: de Chinese boeddhistische priester en leraar Ingen sterft.
- 1675: een grote brand treft Kioto.
- 4 juni 1680: Shogun Ietsuna sterft en wordt opgevolgd door Tokugawa Tsunayoshi.
- 15 juni 1680: voormalig keizer Go-Mizunoo sterft.
- 1680: een grote overstroming treft Edo. Datzelfde jaar wordt in Gokoku-ji opgericht.
- 5 februari 1682: een grote brand treft Edo.[4]
- 1681: een grote hongersnood treft Kioto en het omliggende gebied.

In 1687 trad Reigen af ten gunste van zijn zoon. Hij vestigde zich in Sentō-gosho en regeerde van daaruit verder als Insei-keizer. In 1713 trok hij zich terug in een klooster onder de naam Sojō (素浄). Daar stierf hij in 1732 op 79-jarige leeftijd.

## Perioden
Reigens regeerperiode omvat de volgende tijdsperioden van de Japanse geschiedenis:
- Kanbun (1661-1673)
- Enpō (1673-1681)
- Tenna (1681-1684)
- Jōkyō (1684-1688)

* Regent Jingu staat niet op de traditionele lijst.